# Kamimuria fulvescens
Kamimuria fulvescens és una espècie d'insecte pertanyent a la família dels pèrlids que es troba a Àsia: Gansu (la Xina).